# Juana la Loca
Juana la Loca is een Spaanse film uit 2001, geregisseerd door Vicente Aranda.

## Verhaal
De film volgt het verhaal van Johanna van Castilië. Op zestienjarige leeftijd treedt zij in het huwelijk met Filips de Schone. Vanaf het eerste moment voelen ze zich tot elkaar aangetrokken. Ze vergeten hun politieke verplichtingen en geven zich volledig aan elkaar over. Alles verandert wanneer haar broer, haar zus en haar moeder komen te overlijden, en Johanna koningin wordt van Castilië en Aragon.

## Rolverdeling
| Acteur               | Personage               |
| -------------------- | ----------------------- |
| Pilar López de Ayala | Johanna van Castilië    |
| Daniele Liotti       | Filips I van Castilië   |
| Rosana Pastor        | Elvira                  |
| Manuela Arcuri       | Aixa/Beatriz            |
| Eloy Azorín          | Álvaro de Estúñiga      |
| Giuliano Gemma       | Señor de Veyre          |
| Roberto Álvarez      | Admiraal van Castilië   |
| Guillermo Toledo     | Capitán Corrales        |
| Susi Sánchez         | Isabella I van Castilië |
| Chema de Miguel      | Don Juan Manuel         |
| Andrés Lima          | Diego López Pacheco     |
| Cipriano Lodosa      | Marliano                |

## Ontvangst

### Recensies
Op Rotten Tomatoes geeft 48% van de 50 recensenten de film een positieve recensie, met een gemiddelde score van 5,34/10. Website Metacritic komt tot een score van 55/100, gebaseerd op 19 recensies, wat staat voor "Mixed or average reviews" (gemengde of gemiddelde recensies)

### Prijzen en nominaties
Een selectie:
| Jaar | Evenement                      | Categorie                          | Genomineerde                                  | Resultaat   |
| ---- | ------------------------------ | ---------------------------------- | --------------------------------------------- | ----------- |
| 2001 | San Sebastián (49ste editie)   | Gouden Schelp voor beste film      | Juana la Loca                                 | Genomineerd |
| 2001 | San Sebastián (49ste editie)   | Zilveren Schelp voor beste actrice | Pilar López de Ayala                          | Gewonnen    |
| 2002 | Premios Goya (16de uitreiking) | Beste film                         | Juana la Loca                                 | Genomineerd |
| 2002 | Premios Goya (16de uitreiking) | Beste regisseur                    | Vicente Aranda                                | Genomineerd |
| 2002 | Premios Goya (16de uitreiking) | Beste actrice                      | Pilar López de Ayala                          | Gewonnen    |
| 2002 | Premios Goya (16de uitreiking) | Beste vrouwelijke bijrol           | Rosana Pastor                                 | Genomineerd |
| 2002 | Premios Goya (16de uitreiking) | Beste camerawerk                   | Paco Femenia                                  | Genomineerd |
| 2002 | Premios Goya (16de uitreiking) | Beste montage                      | Teresa Font                                   | Genomineerd |
| 2002 | Premios Goya (16de uitreiking) | Beste artdirector                  | Josep Rosell                                  | Genomineerd |
| 2002 | Premios Goya (16de uitreiking) | Beste productiemanager             | Carlos Bernases                               | Genomineerd |
| 2002 | Premios Goya (16de uitreiking) | Beste geluid                       | David Calleja, Daniel Fontrodona, James Muñoz | Genomineerd |
| 2002 | Premios Goya (16de uitreiking) | Beste kostuums                     | Javier Artiñano                               | Gewonnen    |
| 2002 | Premios Goya (16de uitreiking) | Beste grime en haarstijl           | Mercedes Guillot, Miguel Sesé                 | Gewonnen    |
| 2002 | Premios Goya (16de uitreiking) | Beste filmmuziek                   | José Nieto                                    | Genomineerd |